# 2014 en bande dessinée
| Années de la bande dessinée : 2011 - 2012 - 2013 - 2014 - 2015 - 2016 - 2017    |
| Décennies de la bande dessinée : 1980 - 1990 - 2000 - 2010 - 2020 - 2030 - 2040 |

Cet article présente les faits marquants de l'année 2014 en bande dessinée.

## Événements
- Bill Watterson obtient le Grand Prix de la 41e édition du Festival international de la bande dessinée d'Angoulême[1] présidé par Willem. Le Fauve d'or est remis à Alfred pour Come Prima.

- Du 15 au 17 août : 86e Comiket à Tokyo (Japon).

- Du 30 octobre au 2 novembre : festival Comics & Games de Lucques (Italie).

- Du 28 au 30 décembre : 87e Comiket à Tokyo (Japon).

## Nouveaux albums
Voir aussi : Albums de bande dessinée sortis en 2014

### Franco-belge
| Sortie       | Titre                                                          | Scénariste                       | Dessinateur                 | Coloriste                        | Éditeur                     |
| ------------ | -------------------------------------------------------------- | -------------------------------- | --------------------------- | -------------------------------- | --------------------------- |
| janvier      | Azimut t. 2 : Que la belle meure                               | Wilfrid Lupano                   | Jean-Baptiste Andréae       | Jean-Baptiste Andréae            | Vents d'Ouest               |
| janvier      | Les Sept Vies de l'Épervier cycle 3 t. 1 : Quinze ans après    | Patrick Cothias                  | André Juillard              | André Juillard                   | Dargaud                     |
| janvier      | Station 16                                                     | Yves H.                          | Hermann                     | Hermann                          | Le Lombard                  |
| janvier      | Les Cobayes                                                    | Tonino Benacquista               | Nicolas Barral              | Philippe De la Fuente            | Dargaud                     |
| janvier      | Kiki et Aliène t. 1 : Touristes venus d'ailleurs               | Paul Martin                      | Nicolas Hubesch             | Nicolas Hubesch                  | BD Kids                     |
| février      | Moderne Olympia                                                | Catherine Meurisse               | Catherine Meurisse          |                                  | Futuropolis / Musée d'Orsay |
| février      | Buck Danny « Classic » t. 1 : Sabre sur la Corée               | Frédéric Zumbiehl                | Jean-Michel Arroyo          |                                  | Dupuis / Zéphyr Éditions    |
| février      | La Jeunesse de Thorgal t. 2 : L’Œil d’Odin                     | Yann                             | Roman Surzhenko             |                                  | Le Lombard                  |
| février      | Yekini, le roi des arènes                                      | Lisa Lugrin, Clément Xavier      | Lisa Lugrin, Clément Xavier | Lisa Lugrin, Clément Xavier      | FLBLB                       |
| 7 mars       | Blast, t. 4 : Pourvu que les bouddhistes se trompent           | Manu Larcenet                    | Manu Larcenet               | Manu Larcenet                    | Dargaud                     |
| 7 mars       | Maggy Garrisson, t. 1 : Fais un sourire, Maggy                 | Lewis Trondheim                  | Stéphane Oiry               | Stéphane Oiry                    | Dupuis                      |
| mars         | Paci t.1 : Bacalan                                             | Vincent Perriot                  | Vincent Perriot             | Isabelle Merlet                  | Dargaud                     |
| avril        | Louve t. 4 : Crow                                              | Yann                             | Roman Surzhenko             | Roman Surzhenko                  | Le Lombard                  |
| avril        | 419 African Mafia                                              | Loulou Dédola                    | Lelio Bonaccorso            | Claudio Naccari                  | Ankama Editions             |
| avril        | Les Vieux Fourneaux t. 1 : Ceux qui restent                    | Wilfrid Lupano                   | Paul Cauuet                 | Paul Cauuet                      | Dargaud                     |
| mai          | Alix t. 33 : Britannia                                         | Mathieu Bréda                    | Marc Jailloux               | Corinne Billon                   | Casterman                   |
| juin         | Akissi t. 5 : Mixture magique                                  | Marguerite Abouet                | Mathieu Sapin               | Clémence                         | Gallimard                   |
| juin         | XIII Mystery t. 7 : Betty Barnowsky                            | Joël Callède                     | Sylvain Vallée              | Bérengère Marquebreucq           | Dargaud                     |
| 21 mai       | Match                                                          | Grégory Panaccione               | Grégory Panaccione          |                                  | Delcourt                    |
| août         | Paci t.2 : Calais                                              | Vincent Perriot                  | Vincent Perriot             | Isabelle Merlet                  | Dargaud                     |
| septembre    | Le Cycle de Cyann t. 6 Les Aubes douces d'Aldalarann           | Claude Lacroix                   | François Bourgeon           | François Bourgeon                | Delcourt                    |
| septembre    | La Lune est blanche                                            | Emmanuel Lepage, François Lepage | Emmanuel Lepage             | Emmanuel Lepage                  | Futuropolis                 |
| 17 septembre | Pascal Brutal Tome 4 : Pascal Brutal quatro, Le roi des hommes | Riad Sattouf                     | Riad Sattouf                | Walter, Clémence et Riad Sattouf | Fluide Glacial              |
| octobre      | Aâma t. 4 : Tu seras merveilleuse, ma fille                    | Frederik Peeters                 | Frederik Peeters            | Frederik Peeters                 | Gallimard                   |
| octobre      | Les Vieux Fourneaux t. 2 : Bonny and Pierrot                   | Wilfrid Lupano                   | Paul Cauuet                 | Paul Cauuet                      | Dargaud                     |
| octobre      | Un océan d'amour                                               | Wilfrid Lupano                   | Grégory Panaccione          | Grégory Panaccione               | Delcourt                    |
| novembre     | Ekhö monde miroir t.3 : Hollywood Boulevard                    | Christophe Arleston              | Alessandro Barbucci         | Nolwenn Lebreton                 | Soleil Productions          |
| novembre     | Little Tulip                                                   | Jérôme Charyn                    | François Boucq              | Alexandre Boucq                  | Le Lombard (signé)          |
| novembre     | Kriss de Valnor t. 5 : Rouge comme le Raheborg                 | Yves Sente                       | Giulio De Vita              | Matteo Vattani et Sara Spano     | Le Lombard                  |
| novembre     | Wakfu Heroes - Tangomango t. 3 : Le Hurlement du singe         | Adrián                           | Adrián                      | Adrián                           | Ankama Éditions             |
| novembre     | Akissi Intégrale tomes 1 à 5 : Histoires pimentées             | Marguerite Abouet                | Mathieu Sapin               | Clémence                         | Gallimard                   |
| novembre     | Hello Fucktopia                                                | Souillon                         | Souillon                    | Souillon                         | Ankama Éditions             |
| novembre     | XIII t. 23 : Le Message du martyr                              | Yves Sente                       | Youri Jigounov              | Bérengère Marquebreucq           | Dargaud                     |
| décembre     | Les Ogres-Dieux t. 1 : Petit                                   | Hubert                           | Bertrand Gatignol           |                                  | Soleil Productions          |

### Comics
| Sortie       | Titre                                                    | Scénariste                  | Dessinateur                                                                                                 | Coloriste | Éditeur      |
| ------------ | -------------------------------------------------------- | --------------------------- | --- | --------- | ------------ |
| 10 janvier   | Batman : Des Ombres dans la Nuit                         | Jeph Loeb                   | Tim Sale |           | Urban Comics |
| 24 janvier   | Batman: Knightfall T.5 : La Fin                          | collectif                   | Bret Blevins, Graham Nolan, Mike Manley, Ron Wagner, Barry Kitson, Tom Grummett, Jim Balent et Mike Vosburg | collectif | Urban Comics |
| 24 janvier   | La lame d'Azrael                                         | Dennis O'Neil               | Joe Quesada                                                                                                 |           | Urban Comics |
| 14 février   | Batman T.3 : Le deuil de la famille                      | Scott Snyder                | Greg Capullo, Jock                                                                                          |           | Urban Comics |
| 21 février   | Batman : Le Fils prodigue                                | Chuck Dixon, Doug Moench    | Tom Grummett, Phil Jimenez, Graham Nolan                                                                    |           | Urban Comics |
| 21 février   | Empereur Joker                                           | Jeph Loeb                   | Ed McGuinness                                                                                               |           | Urban Comics |
| 7 mars       | Killing Joke                                             | Alan Moore                  | Brian Bolland                                                                                               |           | Urban Comics |
| 14 mars      | Grant Morrison Présente Batman T.7 : Batman Incorporated | Grant Morrison              | |           | Urban Comics |
| 21 mars      | Batman : Cataclysme                                      | Chuck Dixon, Doug Moench    | Devin K. Grayson, Klaus Janson                                                                              |           | Urban Comics |
| 21 mars      | Nightwing T.3 : Hécatombe                                | Kyle Higgins                | Eddy Barrows                                                                                                |           | Urban Comics |
| 11 avril     | Batman : No Man's Land T.1                               | Collectif                   | Collectif                                                                                                   |           | Urban Comics |
| 25 avril     | Gotham Central T.1                                       | Greg Rucka, Ed Brubaker     | Michael Lark                                                                                                |           | Urban Comics |
| 2 mai        | Les Tourments de Double-Face                             | Paul Jenkins                | Sean Phillips, Jae Lee                                                                                      |           | Urban Comics |
| 16 mai       | Batman: Les Portes de Gotham                             | Kyle Higgins, Scott Snyder  | Trevor McCarthy                                                                                             |           | Urban Comics |
| 23 mai       | Grant Morrison Présente Batman T.0 : Gothique            | Grant Morrison              | Klaus Janson                                                                                                |           | Urban Comics |
| 23 mai       | Grant Morrison Présente Batman T.8 : Requiem             | Grant Morrison              | Collectif                                                                                                   |           | Urban Comics |
| 4 juillet    | Batman: No Man's Land T.2                                | Collectif                   | Collectif                                                                                                   |           | Urban Comics |
| 4 juillet    | Batwoman T.2 : L'élite de ce monde                       | J.H Williams                | Trevor McCarthy                                                                                             |           | Urban Comics |
| 11 juillet   | Batman and Robin T.1 : Tueur né                          | Peter Tomasi                | Patrick Gleason                                                                                             |           | Urban Comics |
| 11 juillet   | La Saga de Ra's Al Ghul                                  | Dennis O'Neil, Mike W. Barr | Jerry Bingham                                                                                               |           | Urban Comics |
| 11 juillet   | Les Patients d’Arkham                                    | Dan Slott                   | Ryan Sook                                                                                                   |           | Urban Comics |
| 22 août      | Batman: La légende T.2                                   | Bob Haney                   | Jim Aparo                                                                                                   |           | Urban Comics |
| 22 août      | Nightwing T.4 : Sweet Home Chicago                       | Kyle Higgins                | Brett Booth                                                                                                 |           | Urban Comics |
| 29 août      | L'héritage de Deathstroke                                | John Higgins                | Joe Bennett                                                                                                 |           | Urban Comics |
| 5 septembre  | La Proie de Hugo Strange                                 | Doug Moench                 | Paul Gulacy                                                                                                 |           | Urban Comics |
| 5 septembre  | Robin: Année Un                                          | Chuck Dixon, Bruce Canwell  | Lee Weeks, Javier Pulido                                                                                    |           | Urban Comics |
| 12 septembre | Batman : No Man's Land T.3                               | Collectif                   | Collectif                                                                                                   |           | Urban Comics |
| 12 septembre | Infinite Crisis                                          | Geoff Johns                 | Phil Jimenez, George Perez                                                                                  |           | Urban Comics |
| 3 octobre    | Batman T.4 : L'An Zéro - 1er partie                      | Scott Snyder                | Greg Capullo                                                                                                |           | Urban Comics |
| 17 octobre   | Catwoman T.3 : Indomptable                               | Ann Nocenti                 | Rafael Sandoval                                                                                             |           | Urban Comics |
| 24 octobre   | Gotham Central T.2                                       | Greg Rucka, Ed Brubaker     | Collectif                                                                                                   |           | Urban Comics |
| 31 octobre   | Batman : Dark Detective                                  | Steve Englehart             | Marshall Rogers                                                                                             |           | Urban Comics |
| 31 octobre   | Super-Vilains : Anthologie                               | Collectif                   | Collectif                                                                                                   |           | Urban Comics |
| 14 novembre  | Batman and Robin T.2 : La guerre des Robin               | Peter Tomasi                | Patrick Gleason                                                                                             |           | Urban Comics |
| 14 novembre  | Batman Saga Hors-Série T.6 : Damian, Fils de Batman      | Andy Kubert                 | Andy Kubert                                                                                                 |           | Urban Comics |

### Mangas
| Sortie      | Titre                                   | Scénariste                    | Dessinateur    | Éditeur         |
| ----------- | --------------------------------------- | ----------------------------- | -------------- | --------------- |
| 22 janvier  | Sket Dance t. 8                         | Junya Inoue                   | Junya Inoue    | Kazé            |
| 12 février  | Adultland                               | Oh Yeong Jin                  | Oh Yeong Jin   | FLBLB           |
| 5 juin      | Histoires sur le bord du trottoir       | Lee Hee-jae                   | Lee Hee-jae    | FLBLB           |
| 11 juillet  | Ogrest t. 1                             | Mig                           | Mig            | Ankama Éditions |
| 28 novembre | Wakfu t. 3 : Les Mines de Lamororia     | Tot et Azra (assistés de Mig) | Saïd Sassine   | Ankama Éditions |
| 10 décembre | Oishinbo t. 111 (censuré sur Fukushima) | Tetsu Kariya                  | Akira Hanasaki | Shōgakukan      |

### Érotique
| Sortie  | Titre  | Scénariste  | Dessinateur | Coloriste | Éditeur                       |
| ------- | ------ | ----------- | ----------- | --------- | ----------------------------- |
| octobre | In Bed | Lydia Frost | Kalonji     | N&B       | Delcourt (collection Mirages) |

## Décès
- 25 janvier : Morrie Turner, auteur de comics américain, né en 1923.
- 28 janvier : Philippe Delaby, dessinateur belge (Murena, Complainte des landes perdues), mort à l’âge de 53 ans
- 29 janvier : François Cavanna, écrivain et dessinateur humoristique français, cofondateur de Hara-Kiri avec le Professeur Choron, mort à l’âge de 90 ans.
- 9 février : André-François Barbe, dessinateur et illustrateur français, mort à l'âge de 77 ans.
- 16 mars : Steve Moore, scénariste britannique de comics, né en 1949.
- 28 avril : Barbara Hall, dessinatrice de comics américaine, née en 1919.
- 29 avril : Al Feldstein, scénariste, dessinateur et rédacteur en chef de comics américain.
- 4 mai : Dick Ayers, dessinateur et encreur américain, mort à l'âge de 90 ans.
- 9 mai : Renato Polese, auteur de bande dessinée italien, né en 1924.
- 18 mai : Morris Weiss, dessinateur américain, né en 1915.
- 3 juin : Nikolaï Maslov,  auteur russe de bande dessinée, né en 1954.
- 16 juin : Charles Barsotti, dessinateur américain, né en 1933.
- 25 août : 
  - Deodato Borges, auteur de bande dessinée brésilien, né en 1934.
  - Lars Mortimer, auteur de bande dessinée suédois, né en 1946.
- 5 octobre : Lorenzo Bartoli, auteur de bande dessinée italien, né en 1966.
- 15 octobre : Giorgio Rebuffi auteur de bande dessinée italien, né en 1928.
- 26 octobre : Antonio Terenghi, dessinateur de bandes dessinées italien, né en 1921.
- 8 novembre : Hannes Hegen, auteur de bande dessinée allemand, né en 1925.
- 28 novembre : Brumsic Brandon Jr., auteur de bande dessinée américain, né en 1927.
- 16 décembre : Bruno de Dieuleveult, dessinateur de bande dessinée français, né en 1942.
- 28 décembre : Máximo, dessinateur humoristique espagnol, né en 1933.